# LDP Donza
LDP Donza is een Belgische basketbalclub die uitkomt in Top Division Men 1. De club speelde in de tweede klasse kampioen in 2024 en 2025.

## Vroegere namen
- 1960 - 1967 : De Pinteniers
- 1967 - 2006 : BBC De Pinte
- 2006 - 2019 : BBC Latem-De Pinte (na fusie met Leiedal Latem)
- 2019 - heden : LDP Donza (na fusie met BBC Deinze Nazareth)

## Geschiedenis
In 1966 promoveerde BBC De Pinte van 3de naar 2de provinciale, in 1969 volgde weer degradatie naar 3de provinciale. In 1990 promoveerde de herenploeg naar 1ste provinciale. In 1992 volgde promotie van de damesploeg naar 3de nationale en zes jaar later in 1998 promotie naar 2de nationale. In 2003 slaagde de eerste ploeg van de heren erin om naar twee nationale te promoveren om in 2007 terug te degraderen naar 3e nationale. In 2006 ging De Pinte een fusie aan met Leiedal Latem.
In 2019 werd er kampioen gespeeld in derde nationale en fusioneerde de ploeg samen met BBC Deinze Nazareth tot LDP Donza. In 2022 promoveerde de vrouwenploeg naar 1e landelijke. In 2023 verliet Kenneth Desloovere na zeven seizoen de fusieclub en trok naar het Duitse BG Göttingen om daar assistent te worden. Hij werd vervangen door Jan Guns die overkwam van Basket Waregem. In 2024 werden de heren kampioen in tweede klasse en promoveerde de vrouwen naar de Top Division Woman (eerste klasse). De heren verlengde in het seizoen 2024/25 hun titel in tweede klasse. Jan Guns vertrok als coach en werd in 2025 vervangen door Jeff Nolmans.

## Erelijst
- Kampioen tweede klasse: 2024, 2025
- Kampioen derde klasse: 2019

## Coaches
| Jaar      | Coach              |
| --------- | ------------------ |
| -2012     | Wim Meiresonne     |
| 2012-2016 | Koen Eerdekens     |
| 2016-2023 | Kenneth Desloovere |
| 2023-2025 | Jan Guns           |
| 2025-     | Jeff Nolmans       |

## Bekende (oud)-spelers
| - Kenneth Desloovere - Senne Geukens - Kristof Ongenaet - Cedric Dedecker - Sander Van Caeneghem |